# Fahrzeugeinstellungsregister
In einem Fahrzeugeinstellungsregister sind alle registrierungspflichtigen Eisenbahnfahrzeuge von Staaten der Europäischen Gemeinschaft mit ihrer individuellen Code-Nummer gemäß der TSI Operations registriert.
Es wird zwischen dem nationalen Fahrzeugeinstellungsregister (National Vehicle Register, kurz: NVR) und dem europäischen Fahrzeugeinstellungsregister (European Vehicle Register, kurz: EVR) unterschieden.

## Verfahren
Die gebührenpflichtige Registrierung mit dem alphanumerischen Kennzeichnungscode (Fahrzeugnummer) nach den Vorgaben der TSI Operations geschieht ausschließlich auf elektronischem Wege mittels eines Webformulars über das Internet.

## Praxisbedeutung
Seit Inkrafttreten des Gesetzes sind alle neu in Betrieb genommenen Fahrzeuge im Fahrzeugeinstellungsregister zu verzeichnen. Ohne einen Registrierungsnachweis wird in Deutschland keine Inbetriebnahmegenehmigung mehr erteilt. Änderungen beim Schienenfahrzeughalter und anderer registrierter Daten sowie Stilllegungen registrierter Fahrzeuge sollen angezeigt werden. Auf Antrag werden auch Bestandsfahrzeuge in das Register eingestellt.
Das Vorgehen erleichtert die Fahrzeug-Identifikation im Rahmen des internationalen Eisenbahnverkehrs. Die Fahrzeugnummer ermöglicht eine eindeutige Identifizierung eines Fahrzeuges für Eisenbahnverkehrsunternehmen (EVU), Infrastrukturbetreiber und die staatlichen Stellen, die zuständig sind für die Zulassung, die Überwachung im Betrieb, die Instandhaltung, die Übergabe und Übernahme zwischen EVU oder Infrastrukturbetreibern sowie den Ausgleich und die buchhaltungstechnische Zuordnung.

## Registerstellen
Stellen, die Fahrzeugeinstellungsregister führen, sind zum Beispiel:
- Schig (Österreich)
- FÖD Mobilität (Belgien)
- Eisenbahn-Bundesamt (Deutschland)
- Transportstyrelsen (Schweden)
- Bundesamt für Verkehr (Schweiz)

## Europäisches Fahrzeugeinstellungsregister
Das European Vehicle Register ist seit November 2021 aktiv. Es nehmen Polen, Portugal, Rumänien, Slowakei, Finnland, Slowenien, Luxemburg, Niederlande, Frankreich und Litauen teil.

## Register in Deutschland
In Deutschland ist die Führung des nationalen Fahrzeugeinstellungsregisters dem Eisenbahn-Bundesamt (EBA) übertragen.
Grundlage für die Einrichtung des Fahrzeugeinstellungsregisters ist das Erste Gesetz zur Änderung des Allgemeinen Eisenbahngesetzes vom 13. Dezember 2006. Dieses wiederum erfolgt als Umsetzung des Artikels 14 Abs. 4 der Richtlinie 2001/16/EG des Europäischen Parlaments und des Rates vom 19. März 2001
über die Interoperabilität des konventionellen Eisenbahnsystems.
Auszug aus dem Gesetz:
§ 5 Abs. 1e (AEG):

(1e) „Dem Bund obliegt die Führung eines behördlichen Fahrzeugeinstellungsregisters, […] Der Bund nimmt die Aufgabe durch die für die Eisenbahnaufsicht zuständige Bundesbehörde wahr.“
§ 25a (AEG) Fahrzeugeinstellungsregister:

(1) „Zweck des Fahrzeugeinstellungsregisters ist es, den in Artikel 14 Abs. 4 der Richtlinie 2001/16/EG […] genannten Einrichtungen Informationen über Fahrzeuge, deren Inbetriebnahme genehmigt worden ist, zu ermöglichen. Hierzu gehören insbesondere Angaben zu den Voraussetzungen der Inbetriebnahme und des Betriebes sowie zum jeweiligen Halter.“